# 關永康
關永康，F.R.I.B.A（英語：W. H. Kwan Wing Hong，1910年11月18日—1973年8月25日），香港英籍建築師，生於馬來亞。

## 生平

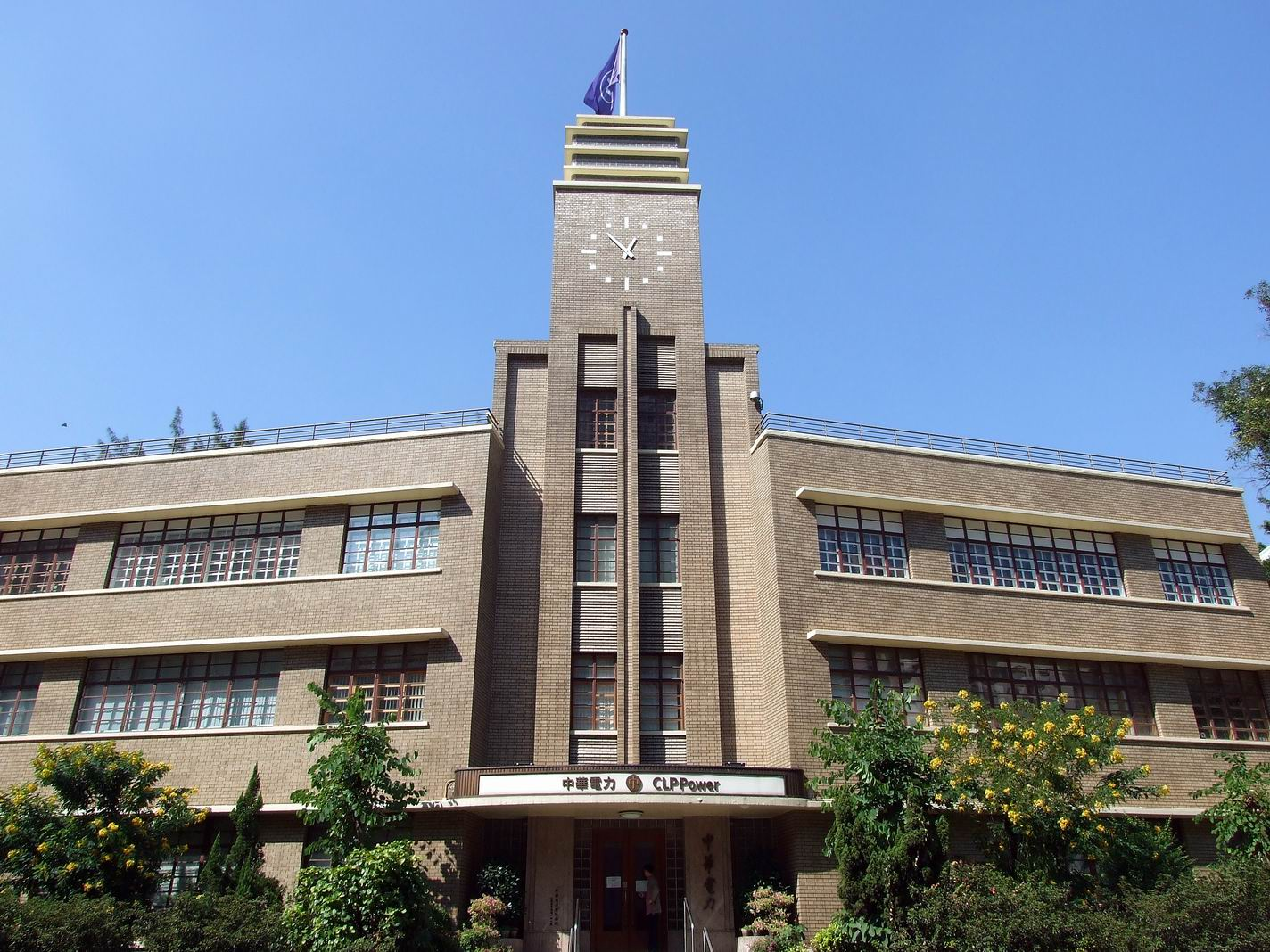
中華電力總辦事處

關永康出自著名的关元昌家族，是關元昌的孫兒。他早年留學英國，先入讀布羅姆斯格羅夫學校，後在英國建築聯盟學院完成5年的課程，曾就讀於英國劍橋大學。
畢業後，他曾於英屬北婆羅洲的監獄和警察部門工作，負責建築設計。回港後，他於1938年註冊成認可建築師，於Davies, Brooke & Gran建築師事務所任職，負責設計中華電力於加多利山山腳的新總部大樓、西鄰的聖佐治大廈和青山灣的嘉道理別墅，三個建築項目分別於1940年至1941年落成。
1941年太平洋战争爆发，關永康帶同兩名子女逃離香港，在中國西部生活至戰爭結束。他於1943年加入英軍服務團，代號為「Domus」，是服務團第75號情報員，負責協助營救被日軍關押於集中營內的盟軍戰俘、收集情報、進行策反等行動。
二战结束后，關永康在戰時的貢獻獲英皇嘉獎。他们一家回到香港，有一段時間居於何文田山道10號。1950年代，關永康的則樓（W. H. Kwan Architect）有業務在香港、新加坡和婆羅洲，承接不少政府工務工程，興建公共設施。
關永康晚年住進加多利山道51號。1973年，關永康於九龍醫院病逝，享年63歲。

## 作品
- 中華電力總辦事處
- 荃灣大屋圍（已拆卸重建）
- 青山灣嘉道理別墅
- 灣仔麗的呼聲大廈（已拆卸重建）

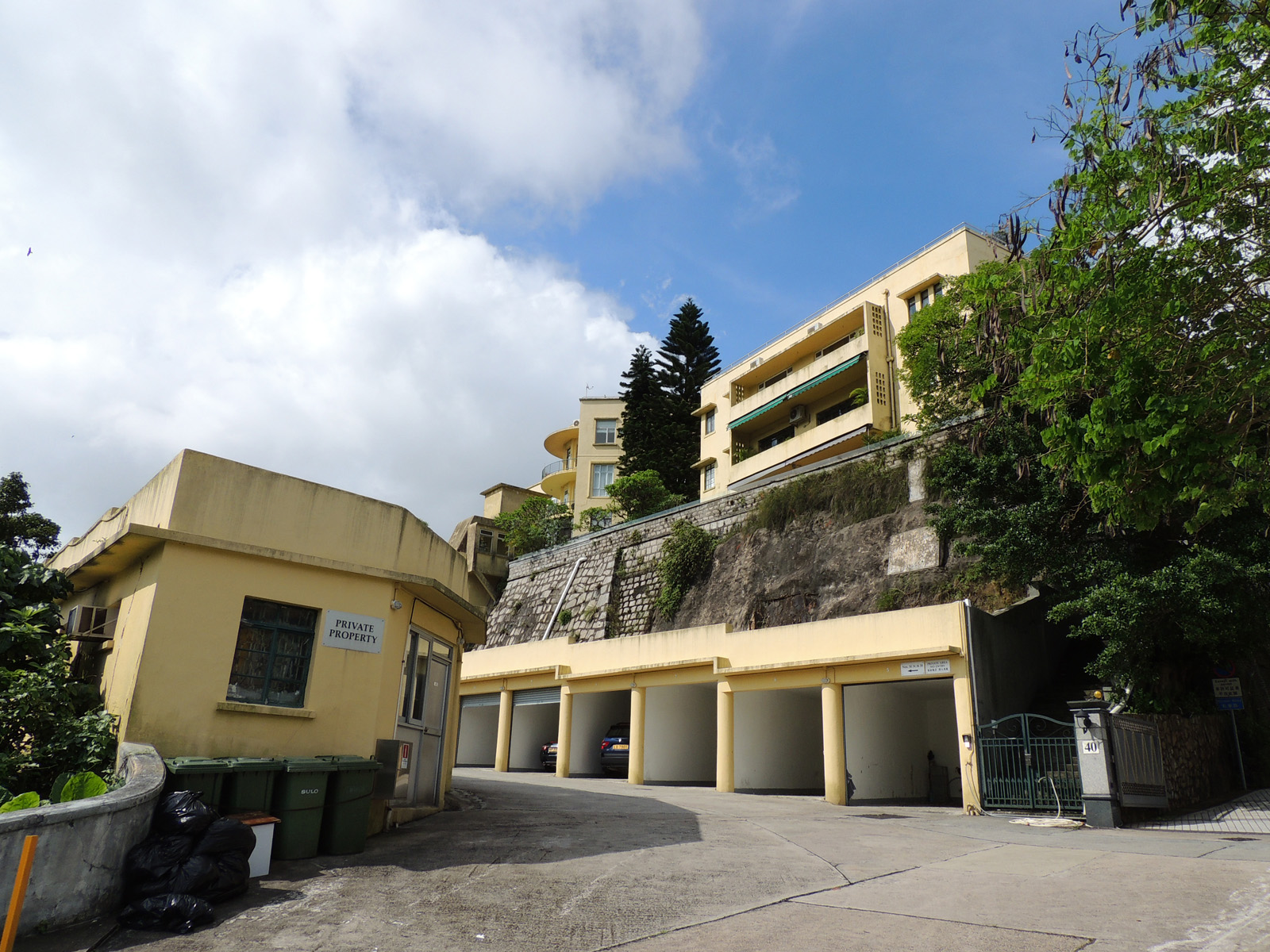
金馬倫大廈

- 灣仔國殤紀念福利中心暨修頓室內場館（已拆卸重建）[6]
- 灣仔峽金馬倫大廈
- 尖沙咀電訊大廈（1976年拆卸重建）[7]
- 廣東道官立小學[8]
- 李求恩紀念中學舊翼[9]
- 梅窩銀礦灣警崗
- 深水灣道37號 （R.B.L 514）（已拆卸重建）

## 個人生活

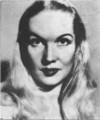
關永康首任妻子Marquita Scott

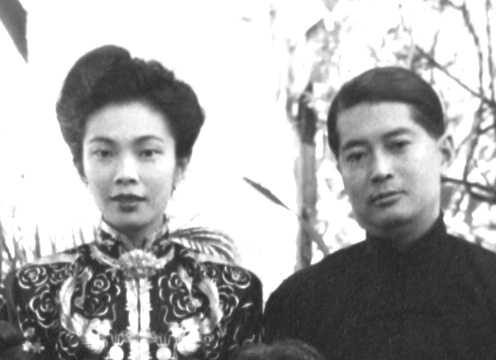
關永康與次任妻子宋賢清合照

關永康是父親關景燊（Kwan King Sun，1878年－1948年）的獨子，關景燊畢業於美國康奈爾大學礦冶學，曾任廣東省實業司長，後為律師。他的母親陸婉英是實業家陸佑之女。关元昌家族原籍廣東番禺，在廣東為信仰基督教的望族。關氏家族名人輩出，包括有關景良、關景賢（曾任太醫）、關月屏、關頌聲、關頌韜（名醫）、關凱文等等。
關永康在留學英國期間在倫敦認識到首任妻子為 Marquita Scott，她有英格蘭和蘇格蘭血統，是 Harry Conover 的时装模特儿。兩人婚後回港並育有一子一女，名為關家強和關家蒨。1941年，兩人離婚。後來，關永康與宋賢清再婚，再育有五名兒女。關家蒨長大後成為荷李活電影明星，代表作是《蘇絲黃的世界》。關家強於英國京士頓大學修畢建築，曾於父親的則樓工作。他的另一名女兒關家靜，曾為香港法官。
關家蒨母親在她兩歲時提出離婚，於戰時出走香港回到英國，她從此再沒有與母親見過面。關家蒨回憶祖父母從不太認可父親作為獨子的這段婚姻，因為這種跨種族婚姻在戰前的華人社會仍未獲廣泛認同，隻身來港的母親可能未能適應完全不同的社會環境。

## 榮譽

### 專業資格
- F.R.I.B.A.
- 香港認可建築師（1938年）
- HKIA（1956年）[12]